# ビープロジェクト
株式会社ビープロジェクト（英: BEE PROJECT　Co.,Ltd）は、大阪府に本社を置き、東京都に拠点を持つイベント企画会社である。

## 概要
MICE事業、企業セールスプロモーションなどイベントの制作、運営、演出を行う会社。
1988年テレビ・ラジオ制作会社として設立。1990年にイベント企画制作等を追加し登記変更。東京オリンピック・パラリンピック東京都シティボランティア運営や企業の周年事業、株主総会、販促イベントや展示会、表彰式の運営、演出を行う。

## 沿革
1988年４月　テレビ・ラジオの制作会社として有限会社ビープロジェクトが大阪市に設立される。

1990年11月　イベント企画制作等を追加して再登記。

1992年８月　大阪市北区中津より北区南扇町に移転。

2004年５月　大阪市北区南扇町より北区西天満に移転。

2005年５月　有限会社ビープロジェクトから株式会社ビープロジェクトに変更。

2006年４月　資本金を350万円から2,000万円に増資。
11月　東京都港区に東京オフィスを開設。

2012年11月　中国北京市に彼普楽文化創意（北京）有限公司を設立。

2014年８月　シンガポールにBEE PROJECT Pte.Ltd.を設立。

2016年２月　資本金を2,000万円から3,000万円に増資。
５月　本社を大阪市北区南森町に移転。

2020年12月　東京オフィスを同じ東京都港区内で住所移転。

2023年１月　 東京オフィスを同じ東京都港区内で住所移転。

2023年２月　シンガポール BEE PROJECT Pte.Ltd.を閉鎖。

## 所属団体
- 大阪商工会議所
- 一般社団法人　日本イベント産業振興協会